# Country Club Hills (Missouri)
Country Club Hills és una població dels Estats Units a l'estat de Missouri. Segons el cens del 2000 tenia 1.381 habitants.

## Demografia
Segons el cens del 2000, Country Club Hills tenia 1.381 habitants, 515 habitatges, i 373 famílies. La densitat de població era de 2.962,3 habitants per km².
Dels 515 habitatges en un 39,6% hi vivien nens de menys de 18 anys, en un 28,5% hi vivien parelles casades, en un 38,3% dones solteres, i en un 27,4% no eren unitats familiars. En el 22,7% dels habitatges hi vivien persones soles el 7,8% de les quals corresponia a persones de 65 anys o més que vivien soles. El nombre mitjà de persones vivint en cada habitatge era de 2,68 i el nombre mitjà de persones que vivien en cada família era de 3,09.
Per edats la població es repartia de la següent manera: un 32,3% tenia menys de 18 anys, un 8,4% entre 18 i 24, un 32,4% entre 25 i 44, un 18,5% de 45 a 60 i un 8,5% 65 anys o més.
L'edat mediana era de 31 anys. Per cada 100 dones de 18 o més anys hi havia 70 homes.
La renda mediana per habitatge era de 27.955 $ i la renda mediana per família de 31.845 $. Els homes tenien una renda mediana de 26.938 $ mentre que les dones 22.727 $. La renda per capita de la població era de 15.374 $. Entorn del 14,1% de les famílies i el 14,7% de la població estaven per davall del llindar de pobresa.

## Poblacions més properes
El següent diagrama mostra les poblacions més properes.